# Heinrich II. von Dischingen
Heinrich II. von Dischingen, auch Tischingen († 9. Juli (?) 1231) war Fürstbischof von Eichstätt von 1228 bis 1231.

## Leben
Heinrich II. von Dischingen stammte laut dem ältesten Bischofskatalog aus dem fränkischen Geschlecht der von Dischingen. Das namensgebende Dischingen ist heute gelegen im Landkreis Heidenheim in Baden-Württemberg.
Heinrich II. von Dischingen war ab 1212 als Eichstätter Domherr und ab 1219 Dompropst. 1223 war er Anführer der Opposition gegen die Wahl von Bischof Friedrich I. von Haunstadt. Als Bischof stand er auf der Seite Ludwig des Kelheimers und befand sich auch unter den Anwesenden bei dessen Beisetzung. Sonst ist Heinrich II. außerhalb des Bistums kaum belegt, es bestehen im Quellenvergleich bis heute Unsicherheiten bezüglich seiner Herkunftsfamilie, seiner Amtszeit und seines Todestages.